# Иоанн Молчальник
Иоа́нн Молча́льник (также  Иоа́нн Безмо́лвник и Иоа́нн Савваи́т; др.-греч. Ἰωάννης ὁ Ἡσυχαστής; 454—558) — преподобный.
Иоанн родился около 454 года в городе Никополе Армянском в семье военачальника Енкратия и супруги его Евфимии. 
После смерти своих богатых родителей (472 год) Иоанн всё своё богатство частично раздал бедным, частично использовал на постройку храмов. Затем удалился в лавру Саввы Освященного. Занимал епископскую кафедру в одной из армянских церквей с 482 по 491 год; последнюю часть жизни провёл в пещере. Память 3 (16) декабря и 30 марта (12 апреля). Самый древний перевод жития Иоанна на славянском языке — в супрасльской Минее XI века.